# آتشکده کوشک قینفر
آتشکده کوشک قینفر مربوط به دوره ساسانیان است و در شهرستان ملکشاهی، روستای گنبد پیر محمد و کوه پشمین واقع شده و این اثر در تاریخ ۲۷ اسفند ۱۳۸۷ با شمارهٔ ثبت ۲۶۴۶۸ به‌عنوان یکی از آثار ملی ایران به ثبت رسیده‌است.